# Werkgroep Isis
Werkgroep Isis vzw is een in 1970 opgerichte natuur- en milieuvereniging die werkzaam is in de noordelijke helft van Belgisch Limburg. Het werkingsgebied van Werkgroep Isis vzw strekt zich uit over het ganse Vlaamse grondgebied, maar spitst zich toe tot de gemeentes die ressorteren onder het gewestplan Neerpelt-Bree, namelijk: Bocholt, Bree, Hamont-Achel, Hechtel-Eksel, Kinrooi, Lommel, Oudsbergen, Pelt en Peer.
Aanvankelijk werd de werkroep opgericht om de bovenloop van de Dommel en haar zijbeken, met name de Bolisserbeek, te beschermen tegen aantasting en verrommeling. De vereniging werd door de provincie erkend en heeft zitting in onder meer adviescommissies die zich met ruimtelijke ordening en dergelijke bezighouden. Naast de juridische natuurbescherming houdt de werkgroep zich ook bezig met natuureducatie en met het verwerven en beheren van natuurgebieden. Men heeft een aantal terreinen in het stroomgebied van de Dommel in bezit, alsmede in de vallei van de Abeek. Daarnaast beheert men het Hobos en de Begijnenvijverheide.

## Missie
Werkgroep Isis vzw organiseert topnatuurbelevingen voor leerlingen van het kleuter, lager en secundair onderwijs en voor gezinnen...
Werkgroep Isis vzw is een expertisecentrum voor interactieve natuureducatie dat zich specifiek richt op scholen en gezinnen. Kinderen zijn de "volwassenen van morgen"; daarom is het belangrijk om te investeren in de manier waarop zij inzicht hebben in de functies van de natuur en de rol van natuur en haar ecosysteemdiensten in het brede duurzaamheidsverhaal.
...in natuur dicht bij hun leefomgeving, in Noord-Limburgse gemeenten.
Werkgroep Isis vzw wil de natuur fysisch en psychisch terug dichter bij de kinderen brengen door interactieve natuurbelevingsactiviteiten in hun directe leef-/schoolomgeving. Om de ecologische voetafdruk niet groter dan noodzakelijk te maken, worden de  locaties van de veldactiviteiten zo uitgekozen dat ze per fiets of te voet bereikbaar zijn.
Omdat Werkgroep Isis vzw haar activiteiten ‘naar de school brengt’, wordt de milieu-impact van verplaatsingen beperkt tot de verplaatsing van de gids i.p.v. de hele klas.
In samenwerking met de gemeentebesturen in ons werkingsgebied wil Werkgroep Isis vzw natuureducatie en EDO (educatie duurzame ontwikkeling) meer bekend maken.
Door kinderen en jongeren interactief natuur te laten ontdekken, wekken we verwondering en bewondering op voor de natuur.
Werkgroep Isis vzw kiest resoluut voor ervaringsgericht leren. Door educatieve pakketten aan te bieden die aansluiten bij de belevingswereld en het handelen van het kind, 'doorleeft' het kind de activiteit. Zo wordt verwondering opgewekt voor de natuur en wordt de betrokkenheid vergroot.
Vanuit die verwondering maakt Werkgroep Isis vzw kinderen en jongeren bewuster van de waarde van de natuur en bevordert hun inzicht in biodiversiteit, duurzaamheid en ecosysteemdiensten.
Vanuit positieve natuurbeleving beïnvloeden wij de waardering en het respect voor natuur: waardering voor natuur dichtbij de eigen leefomgeving, waardering voor natuur als ecosysteem (de natuur levert ecosysteemdiensten die noodzakelijk zijn voor een duurzame wereld en een goede levenskwaliteit voor de mens).
Werkgroep Isis vzw wil bijdragen aan een wereld waarin onze "volwassenen van de toekomst" zich bewuster inzetten om een duurzamer leven uit te bouwen, met respect voor de natuur.